# Don Omar
William Omar Landrón Rivera, artistnamn Don Omar, född 10 februari 1978, är en puertoricansk reggaetonmusiker. Han har släppt flera album och är en av de mest kända reggaetonartisterna i världen. Don Omars debutskiva såldes i 550 000 exemplar i Förenta staterna.

## Biografi
Don Omar föddes den 10 februari 1978 i Carolina, Puerto Rico, där han höjdes, den äldste sonen till William Landrón och Luz Antonia Rivera. Från en tidig ålder visade han intresse för musiken i Vico C och Brewley MC. [Behövd behövs] Under sin ungdom blev han en aktiv medlem i en protestantisk kyrka, Iglesia Evangélica Restauración en Cristo i Bayamón, där han ibland erbjöd preken. Men efter fyra år lämnade han kyrkan för att ägna sig åt att sjunga.
Don Omar gifte sig med journalisten Jackie Guerrido den 18 april 2008 men skilde sig i mars 2011.

## Musik
Don Omar har gjort låtar med bland annat artisterna Hector el father, Tito el bambino, Aventura, Daddy Yankee, Chencho y Maldy (Plan B), Nicky Jam, Zion, Fabulous och Nicole Scherzinger från Pussycat Dolls. Han är mest känd från sina hits som Reggaeton latino och Pobre diabla. Han har även gjort en remix med Jennifer Lopez. Omar har gjort låtar för filmen The Fast and the Furious: Tokyo Drift. Hans mest kända låt är från filmen Conteo. Hans låt "Danza Kuduro" blev en stor hit 2011.
Han har även spelat Rico Santos i filmerna Fast and Furious och Fast Five.

## Mode och design
Sedan starten har Don Omar varit kopplad till olika varumärken som Dolce & Gabbana och Lacoste med design av kläder och accessoarer som bland annat halsband och örhängen. Don Omar har också lanserat sitt eget varumärke  D.O Collection Deluxe. 

## Diskografi
Studioalbum
- 2003 – The Last Don
- 2005 – Da Hitman Presents Reggaeton Latino
- 2006 – King of Kings
- 2009 – Idon

- 2010 - Meet The Orphans
- 2012 - Meet The Orphans 2
- 2015 - The Last Don 2
- 2019 - The Last Album

Specialutgåvor
- 2006 – Los Bandoleros Reloaded
- 2006 – King of Kings: Armageddon Edition
- 2008 – El Pentagono Return

Livealbum
- 2004 – The Last Don Live
- 2007 – King of Kings Live
- 2010 – Live i Vina del Mar

Album som producent
- 2005 – Los Bandoleros
- 2007 – El Pentagono

Album och mixtapes med El Orphanato
- 2010 – Meet the Orphans: At the Zone - The Mixtape
- 2010 – Meet the Orphans
- 2011 – Love Is Pain